# Wacław Studnicki
Wacław Studnicki, właśc. Gizbert-Studnicki (ur. 7 sierpnia 1874 w Dyneburgu, zm. 13 maja 1962 w Venice, dzielnicy Los Angeles) – polski historyk i archiwista. Brat Władysława Studnickiego.

## Życiorys
Syn Adolfa i Izabeli z Fastykowskich. Początkowo uczył się w gimnazjum w Wilnie, z którego został usunięty za działalność niepodległościową, następnie kontynuował naukę w Mitawie i Parnawie. W roku akademickim 1895/1896 rozpoczął studia na Cesarskim Uniwersytecie Warszawskim, od 1896 był członkiem Polskiej Partii Socjalistycznej, w tym samym roku uwięziono go w Cytadeli Warszawskiej. Po wyjściu za kaucją zamieszkał we Lwowie, a od 1897 w Wiedniu, gdzie działał w Związku Zagranicznym Socjalistów Polskich i publikował w prasie socjalistycznej („Przedświt”, „Głos”). Od 1900 mieszkał w Paryżu, redagował tam pismo „Głos Wolny”, następnie pod tytułem „Wolny Głos Polski”. PPS opuścił w sierpniu 1904 wobec różnic co do charakteru akcji dywersyjnych wobec caratu – sam popierał akcje bardziej radykalne. Od marca 1905 mieszkał w Warszawie, którą opuścił w 1906 po dwukrotnym aresztowaniu. Pod koniec 1906 zamieszkał w Wilnie, pracował w „Dzienniku Wileńskim”, piśmie Narodowej Demokracji. W 1908 został kierownikiem Archiwum Miejskiego w Wilnie, od 1910 równocześnie redagował razem z Ferdynandem Ruszczycem pismo społeczno-kulturalne „Tygodnik Wileński”. W 1916 usunięty został ze stanowiska archiwisty miejskiego. 
W 1919 był jednym z organizatorów polskiej służby archiwalnej, kierował kolejno archiwami w Piotrkowie Trybunalskim, Lublinie, Wydziałem Archiwalnego Zarządu Cywilnego Ziem Wschodnich i kustoszem archiwum miejskiego w Wilnie. W 1919 został członkiem Towarzystwa Miłośników Wilna i radnym tego miasta (tę drugą funkcję sprawował do 1927). Został też członkiem kościoła ewangelicko-reformowanego. Walczył w wojnie polsko-bolszewickiej, w 1921 utworzył Archiwum Państwowe w Wilnie, którym kierował formalnie od 1927. Prowadził badania nad archiwaliami i historią Wilna, w tym historią kościoła ewangelickiego w tym mieście. W 1939 przeszedł na emeryturę. W czasie II wojny światowej mieszkał w Wilnie, które opuścił w czerwcu 1944 i zamieszkał najpierw w Niemczech, a od 1951 w USA. Założył tam Związek Miłośników Miasta Wilna. Był członkiem Polskiego Instytutu Naukowego w Ameryce. 
Od 15 września 1923 był mężem Anieli Ratajewicz. 

## Ordery i odznaczenia
- Krzyż Niepodległości (12 marca 1931)[1]
- Krzyż Kawalerski Orderu Odrodzenia Polski (11 listopada 1937)[2]

## Wybrane prace
- Wilno: przewodnik ilustrowany po mieście i okolicach z planem miasta i dodatkami (1910)
- Wilno: przewodnik po mieście i okolicach (1919)
- Stosunek Wilna do Legjonów: kartki bez retuszu z pamiętnika 1916–1917 r. (1928)
- Kościół ewangelicko-reformowany w Wilnie: historja, organizacja, świątynia (1935)
- Wilno (1936)